# Desmopachria bisulcata
Desmopachria bisulcata (лат.) — вид жуков-плавунцов рода Desmopachria из подсемейства Hydroporinae (Dytiscidae). 

## Распространение
Встречаются в Южной Америке: Суринам (Sipaliwini District).

## Описание
Жуки мелких размеров; длина 2,0—2,1 мм. Голова и переднеспинка равномерно оранжево-красные, одинаковой окраски. Надкрылья равномерно коричневато-оранжевые, не переливчатые. Брюшная поверхность равномерно оранжево-красная. Простернум чрезвычайно короткий, продольно сжатый, медиально слабо вырезан; простернальный отросток у самца очень тонкий спереди, с низким, нечётким медиальным бугорком, бифидальный апикально с глубокой медиальной ямкой, у самки тонкий спереди, с отчетливым, маленьким медиальным бугорком, апикально короткий и широкий, медиально слабо вырезан, апикально остро заострен. У этого вида относительно простая срединная лопасть гениталий самца, тонкая, удлинённая и изогнутая в боковом виде, широкая базально и апикально равномерно суженная к узко закруглённой вершине в вентральном аспекте. Латеральная лопасть маленькая и тонкая в боковом виде, и намного короче срединной лопасти. Дорсальная скульптура блестящая и с двойной пунктировкой у большинства экземпляров. Ни один экземпляр Desmopachria bisulcata не имеет радужной окраски. У некоторых экземпляров как самцов, так и самок спинная поверхность матовая, с микроретикуляцией, которая скрывает пунктировку. Другие виды с похожей формой срединной доли самцов — Desmopachria iridis и Desmopachria anastomosis, но экземпляры каждого из них имеют дорсальную радужную окраску, в то время как у Desmopachria bisulcata она отсутствует. Тело широко овальное и выпуклое профиль; лабиальные щупики зазубренные апикально; заднебоковой угол переднеспинки острый; простернальный отросток резко заострен.